# すまとら丸
すまとら丸（すまとらまる）は大阪商船（現・商船三井）の貨物船。第一大福丸型の14番船である。

## 船歴
1917年（大正6年）8月18日、川崎重工業神戸造船所の第404番船として起工した。船名は「第十六大福丸」であった。1917年11月27日に進水。12月22日に大阪商船（現・商船三井）が「第十六大福丸」を購入し、「すまとら丸」に改名。1917年12月25日に竣工した。建造日数は130日であった。船名の由来はスマトラ島から。
竣工後は第一次世界大戦により増大した船舶輸送需要に対応し航海を行った。大戦終結後の1920年（大正7年）には「へいぐ丸」（5,824トン）、「ほのるる丸」（5,751トン）、「あむうる丸」（7,770トン）、「あまぞん丸」（7,770トン）、「あるたい丸」（7,772トン）、「あらすか丸」（7,379トン）と共にシンガポールから上海、門司、神戸、横浜、バルボア、パナマ運河を経由してニューヨークとの間を結ぶニューヨーク線に就航した。1926年（大正15年）3月31日、セイロン島で停泊中に火災事故を起こして損傷している。1941年（昭和16年）9月、日米関係悪化によりニューヨーク線は休航が決定し、「すまとら丸」は10月10日に陸軍に徴用されて陸軍輸送船となり、陸軍船番号964番が付与された。
12月13日、E作戦に参加してマレー半島に上陸する第5師団を乗せてカムラン湾を出港。16日にマレー半島北端のタイ王国内のシンゴラに到着し、乗船部隊を揚陸した。
1942年（昭和17年）3月19日にはU作戦輸送に参加し、25日にラングーンに到着して輸送任務を完了した。12月2日には八号演習輸送に参加して佐伯を出港し、15日にラバウルに到着した。その後ラバウルを出港し、24日にパラオに到着した。
1943年（昭和18年）4月20日、パラオからフィリピンのマニラへ向けて航行中にサンベルナルジノ海峡で海中のサンゴ礁に座礁。その後離礁したものの、損傷により北緯12度44分 東経124度08分 / 北緯12.733度 東経124.133度のサンベルナルジノ海峡東方沖7km付近にあるルソン島ブルサン沖の入り江に投錨し、カモフラージュがされた。5月12日、同地で米潜「ガジョン」が「すまとら丸」を発見。0920、「ガジョン」は魚雷2本を発射。1本は海岸に命中したが、もう1本が4番船倉に命中。爆発により6.4mの穴があいた「すまとら丸」は浸水し、大破着底した。この被雷により船員1名が戦死した。27日、修理不能と判断され放棄された。
1944年（昭和19年）11月22日、陸軍は「すまとら丸」に関わる全賠償額のうち一般海難賠償額相当分を差し引いた額を大阪商船に支払った。